# Dichlor(diphenyl)silan
Dichlor(diphenyl)silan ist eine chemische Verbindung aus der Gruppe der siliciumorganischen Verbindungen.

## Geschichte
Die Darstellung von Dichlor(diphenyl)silan wurde zuerst 1886 von A. Polis durch Umsetzung von Tetraphenylsilan mit Phosphorpentachlorid durchgeführt. Je nach Verhältnis der beiden Reaktanden entsteht neben Dichlor(diphenyl)silan auch Chlor(triphenyl)silan.
{\displaystyle \mathrm {Si(C_{6}H_{5})_{4}\ +PCl_{5}\longrightarrow Si(C_{6}H_{5})_{3}Cl+\ Cl{-}C_{6}H_{5}\ +\ PCl_{3}} }
{\displaystyle \mathrm {Si(C_{6}H_{5})_{4}\ +2\ PCl_{5}\longrightarrow Si(C_{6}H_{5})_{2}Cl_{2}+\ 2\ Cl{-}C_{6}H_{5}\ +\ 2\ PCl_{3}} }

## Gewinnung und Darstellung
Großtechnisch wird Dichlor(diphenyl)silan durch thermische Umsetzung von elementarem Silicium mit Chlorbenzol mit Kupfer als Katalysator hergestellt:
{\displaystyle \mathrm {Si+\ 2\ Cl{-}C_{6}H_{5}{\xrightarrow[{}]{Cu}}\ Si(C_{6}H_{5})_{2}Cl_{2}} }

## Eigenschaften
Dichlor(diphenyl)silan ist eine farblose Flüssigkeit, die sich bei Kontakt mit Wasser zersetzt.

## Sicherheitshinweise
Dichlor(diphenyl)silan hat einen Flammpunkt von 142 °C.